# Adapterra Awards

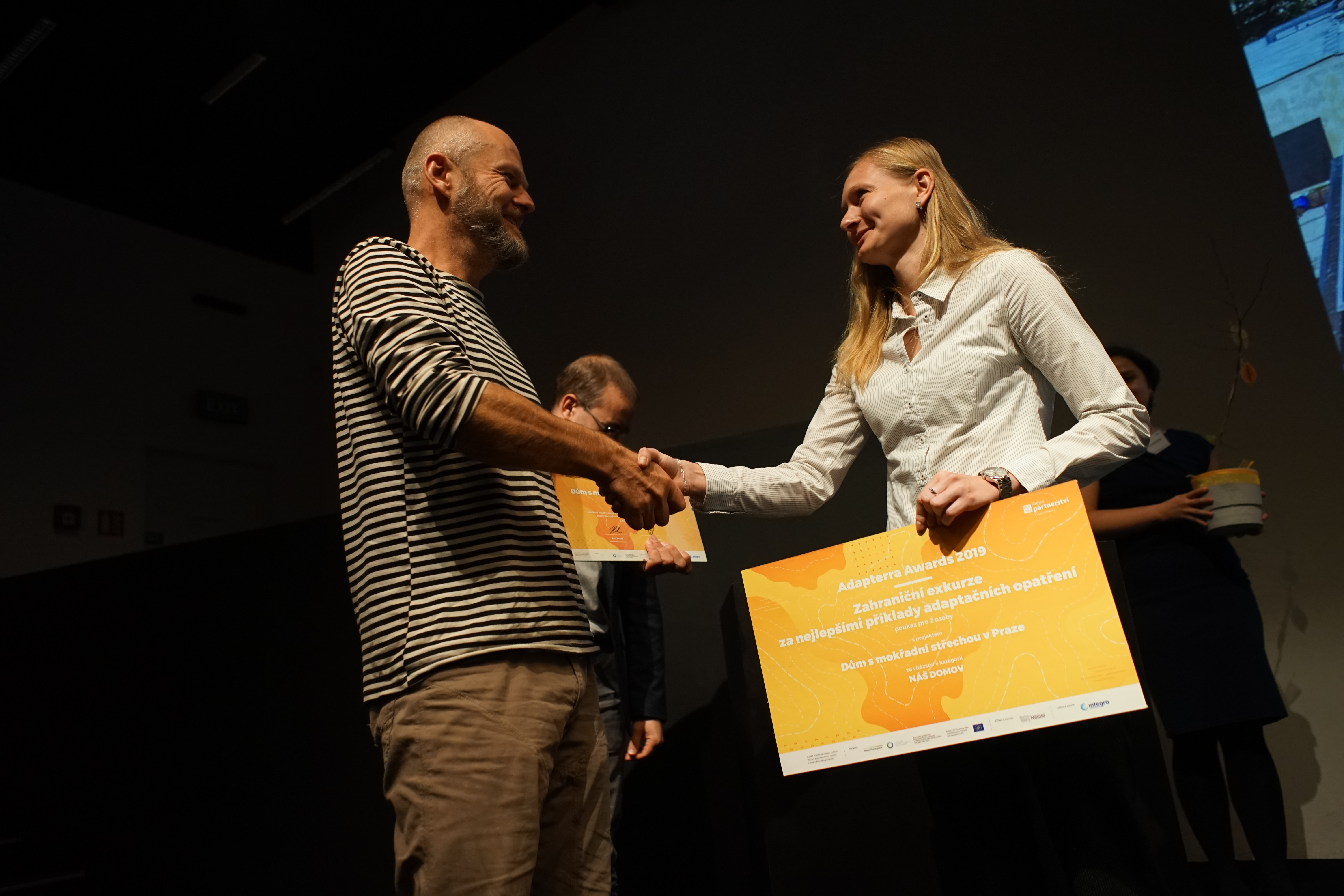
Předávání cen Adapterra Adawards 2019, Zdroj: Nadace Partnerství

Adapterra Awards je soutěž o nejlepší příklad adaptace na změnu klimatu. Organizuje ji Nadace Partnerství se sídlem v Brně  spolu s Integra Consulting jako odborným garantem. Soutěž funguje od roku 2019. Navázala na soutěž Adaptační opatření roku, kterou uspořádala Integra Consulting v roce 2015. Mezi projekty, které získaly toto ocenění, patří například Josefovské louky nebo Ústředí banky ČSOB. Podle bývalého ministra životního prostředí, Ladislava Mika, přináší Adapterra Awards inspiraci pro adaptační opatření a otevírá diskuzi o tom, jak se na klimatickou změnu připravit.

## Kategorie
Soutěžit mohou jednotlivci i organizace, které projekty financovaly, projektovaly, podílely se na výstavbě nebo ho vlastní. Soutěž má 4 kategorie:
- Volná krajina
- Zastavěná území
- Pracovní prostředí
- Náš domov

Soutěžící mohou obdržet také některé ze speciálních ocenění, a to:
- Cena sympatie
- Cena Prahy
- Cena Moravskoslezského kraje
- Cena Jihomoravského kraje
- Cena českého příhraničí
- Cena rakouského příhraničí

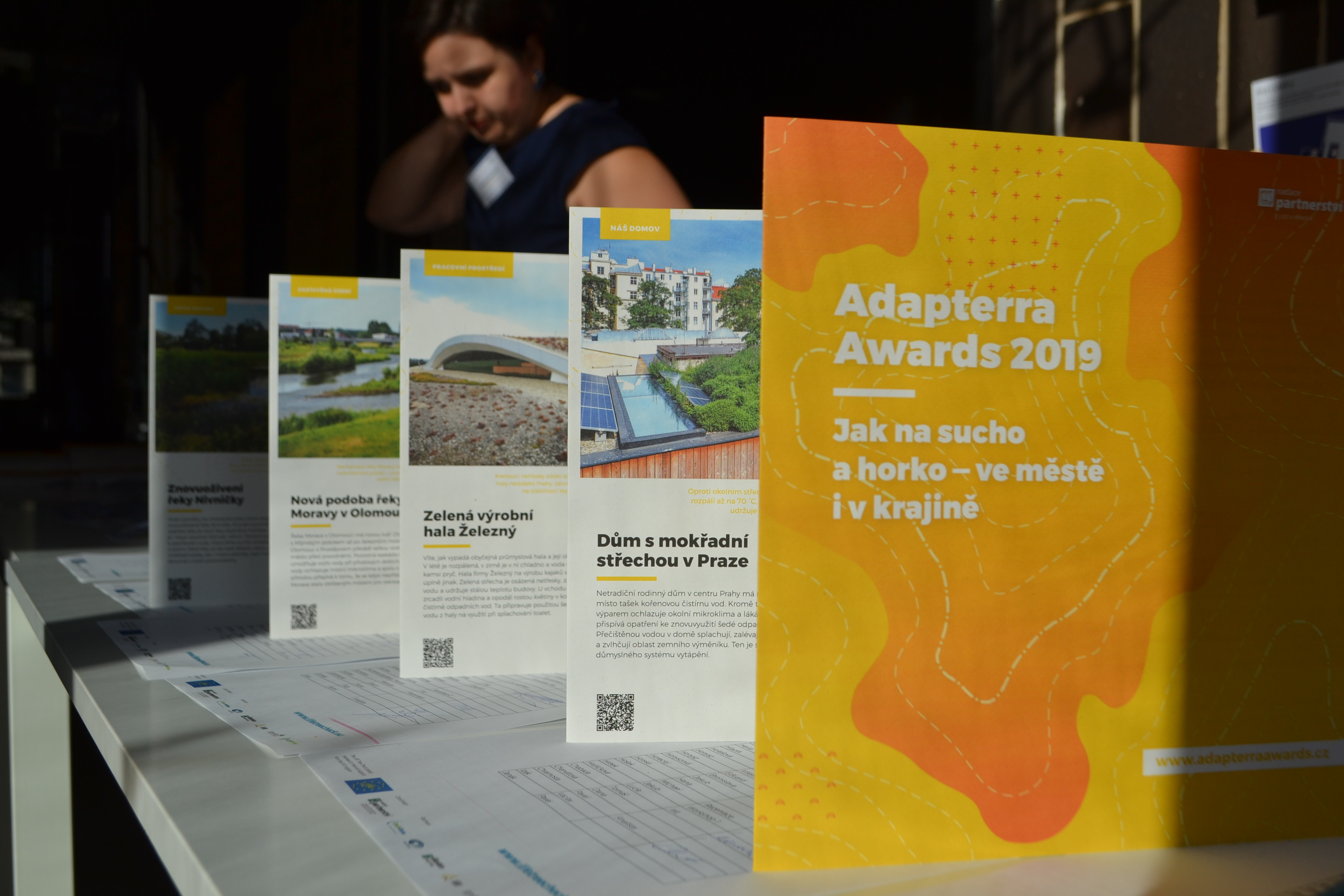
Adapterra Awards 2019, zdroj: Nadace Partnerství

Příhraniční ceny (Cena českého příhraničí a Cena rakouského příhraničí) byly do soutěže přidány v roce 2021.
Finalisty Ceny sympatie vybírá odborná porota, o finálním vítězi Ceny sympatie pak rozhoduje veřejnost v internetovém hlasování.

## Databáze příkladů dobré praxe
Na stránkách soutěže je možné najít databázi projektů zapojených do předchozích ročníků soutěže. Databáze je volně přístupná. Ke konci roku 2022 obsahovala přes 150 příkladů adaptačních opatření z Česka. 
Databáze má anglický ekvivalent, který mimo přeložených vybraných příspěvků české databáze obsahuje také další příklady úspěšných adaptačních opatření z celé Evropy .

## Výsledky soutěže

### 1. ročník (2019)
- Volná krajina: Obnova krajiny na Zálúčí u Blatničky
- Zastavěná území: Komunitní centrum Všichni spolu
- Pracovní prostředí: Zelená výrobní hala Železný
- Náš domov: Dům s mokřadní střechou v Praze
- Cena sympatie: Ptačí park Josefovské louky

### 2. ročník (2020)
- Volná krajina: Systém tůněk a mezí k zadržování vody
- Volná krajina a Cena sympatie: Nový prostor pro řeku Dyji
- Zastavěná území: Park u Rakováčku v Rokycanech
- Pracovní prostředí: ČSOB Kampus
- Náš domov: Téměř soběstačný slaměný dům
- Cena Prahy: Plužiny – šetrné zemědělství v Praze

### 3. ročník (2021)
- Volná krajina: Nepasečné hospodaření v lesích u Klokočné
- Zastavěná území: Ekocentrum Na Pasece Velíková
- Pracovní prostředí: Pavilon tropického zemědělství
- Náš domov: Domov Podhradí
- Cena sympatie: 200 kilometrů alejí pod horou Blaník
- Cena Prahy: Šetrné zemědělství v Praze 12
- Cena českého příhraničí: Moravské Toskánsko – Demonstrační ekofarma Petra Marady
- Cena rakouského příhraničí: Nový kabátek pro řeku Naarn

### 4. ročník (2022)
- Volná krajina: Revitalizace krajiny a hospodaření s vodou v Ořechově
- Zastavěná území: Revitalizace školy Českobrodská v Praze 9
- Pracovní prostředí: Flight Park Javorový
- Náš domov: Český soběstačný dům
- Cena sympatie: Revitalizace Sedmihorských mokřadů
- Cena Prahy: Obnova Čelakovského sadů a okolí Národního muzea
- Cena česko-rakouského příhraničí: Revitalizace centra obce Lanzenkirchen
- Cena sympatie česko-rakouského příhraničí: Zpřírodnění úseku řeky Trattnach

### 5. ročník (2023)
- Volná krajina: Regenerace půdy a krajiny Jagava Permafarmy
- Zastavěná území: Obnova lesoparku Čertova rokle v Brně-Lesné
- Pracovní prostředí: Modernizace vozovny Slovany v Plzni
- Náš domov: Green Port Strašnice
- Cena sympatie: Obnova lesoparku Čertova rokle v Brně-Lesné
- Cena Prahy & Cena Kia – Soulad člověka s přírodou: Hospodaření s vodou na Toulcově dvoře
- Cena Jihomoravského kraje: Obnova lesoparku Čertova rokle v Brně-Lesné
- Cena Moravskoslezského kraje: Dům s pečovatelskou službou Harmonie
- Ceny česko-rakouského příhraničí: Rakouský projekt Ekologický projekt Michelbach a český projekt Tradiční hospodaření v srdci Bzenecké Doubravy